# エマヌエル・アロイス・フェルスター

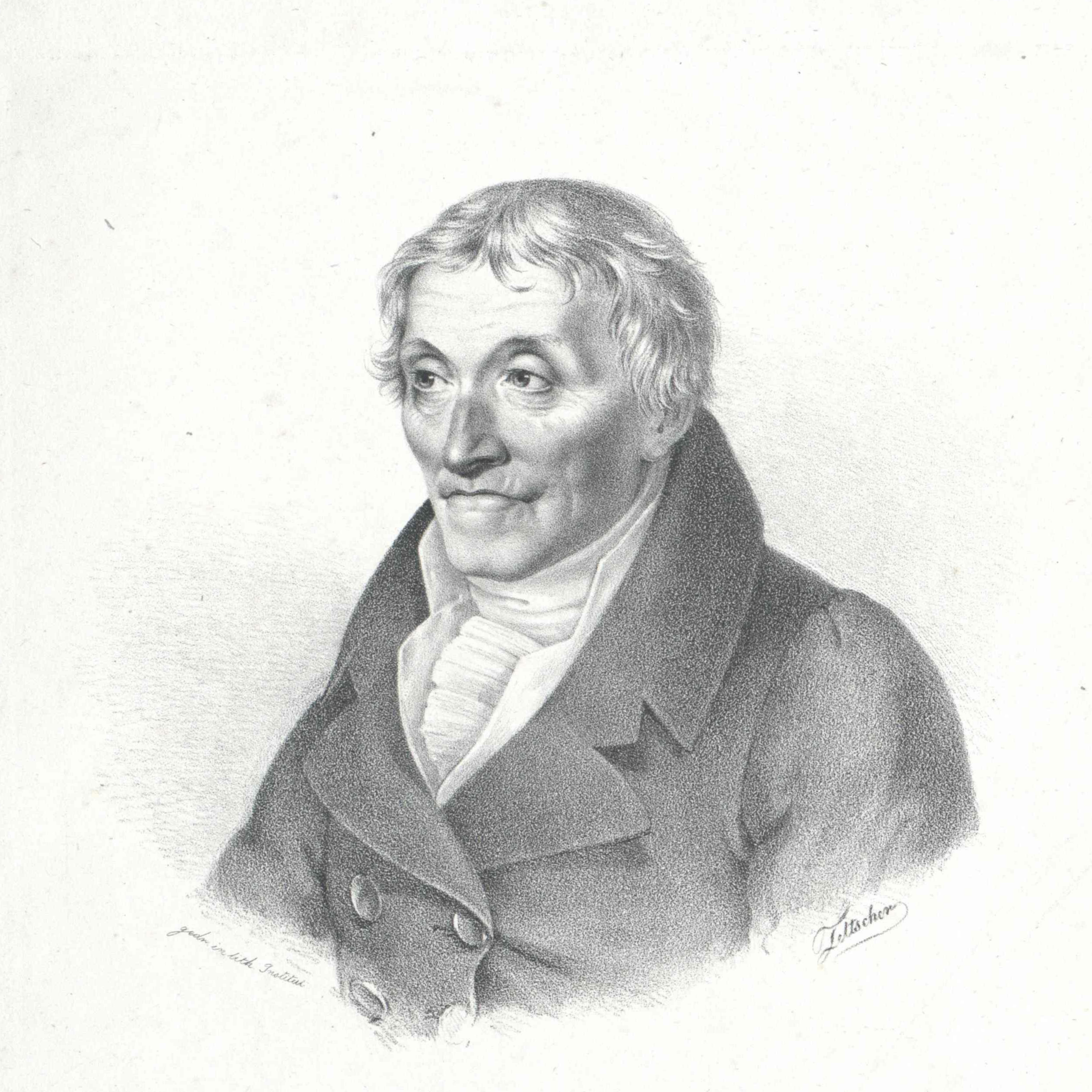
ヨーゼフ・エドゥアルト・テルチャー作のリトグラフによるエマヌエル・アロイス・フェルスター像

エマヌエル・アロイス・フェルスター（Emanuel Aloys Förster, 1748年1月26日 ニーダーシュタイネ・バイ・グラッツ; †1823年11月12日 ウィーン）は、オーストリアの音楽教育者・作曲家。ハイドンやモーツァルト、ベートーヴェン、シューベルトとほぼ同時代を生き、ウィーン古典派の興隆と変遷を創作面から陰ながら支えた作曲家の一人であった。

## 略歴
当時はオーストリア領だったシレジアのニーダーシュタイネ・バイ・グラッツに生まれる。父親は財務局の役人だった。ベネディクト会のブラウナウ修道院の附属ギムナジウムに学び、早熟な楽才を見出される。大修道院長フリードリヒ・グルントマン（Friedrich Grundmann）の指示により、有能な教師たちの指導でムジカ・フィグラータを修得した。早くも少年時代に自分の音感に従って数々の協奏曲やソナタを創っており、カール・フィリップ・エマヌエル・バッハの理論書が手に入ると、自分でそれを筆写した（おそらくこの話に関係するのは、小冊子『正しいクラヴィーア奏法への試論』（ドイツ語: Versuch über die wahre Art das Klavier zu spielen）であると思われる）。
学生生活を終えると、1764年より、経済局の役人となった父親の事務所に勤める。1766年から1768年まで徴兵されてフーケ歩兵連隊に所属し、軍楽隊でオーボエ奏者を務めた。復員後は、シレジアのミッテルヴァルデのオルガニストで音楽理論家のヨハン・ゲオルク・パウゼヴァングから音楽教育を受ける。おそらくパウゼヴァングの仲介で、その後1年間プラハに滞在した。
1779年にウィーンに上京して、作曲家や音楽教師として働き始める。エレオノーレ・フォン・レツカ（Eleonore von Reczka）と結婚したことにより、ウィーンの貴族社会と接触するようになり、そのつてで名声の基礎が出来上がった。また、ペーター・ヘンゼル（Peter Hänsel）やフランツ・ヴァイス（Franz Weiß）、ヨーゼフ・リンケ（Joseph Lincke）らとともに、シュパンツィヒ弦楽四重奏団を結成する。モーツァルトやハイドンとも親交を結ぶ。22歳年下のベートーヴェンとは、カール・アロイス・フォン・リヒノフスキー侯爵を通じて知り合いになった。
フェルスターの5人の子供のうち、1823年にコンティ伯爵に娶られた娘エレオノーレ（Eleonore, *1799年 - †歿年不明）は有名なピアニストになり、自らもピアノ四重奏のための変奏曲を作曲した。エレオノーレの年子の弟ヨーゼフ（Joseph）もピアニストやチェリストとなり、ヴァイオリニストのピエトロ・ロヴェッリ（1793年 - 1838年）の姉妹と結婚した。

## 作品
フェルスターは、数々の弦楽四重奏曲や弦楽五重奏曲、ピアノ四重奏曲のほか、オーボエ協奏曲やカンタータ、前奏曲、フーガを手懸けた。理論書『通奏低音序説』（Anleitung zum General-Bass）は、1805年にライプツィヒのブライトコプフ・ウント・ヘルテル社より出版された。遺品の楽譜は、オーストリア国立図書館に収蔵されている。
ベートーヴェンはフェルスターの活動や創作を高く評価し、例えばアンドレイ・ラズモフスキーやチャールズ・ニート（Charles Neate）らをフェルスターに弟子入りさせた。フェルスターの主要な門人に、フランツ・ペハーチェクやルイ・ニーデルメイエらがいる。
フェルスターが弦楽四重奏のために編曲したバッハの《平均律クラヴィーア曲集》は、近年エマーソン弦楽四重奏団によって録音された。